# 111
| [ Edytuj tabelę ] |                                            |
| Cesarz Chin       | - 106 Han Andi 125                         |
| Władca Korei      | - 53 T’aejodae 146                         |
| Papież            | - 109 Aleksander I 116                     |
| Król Partów       | - 105 Wologazes III 147 - 109 Osroes I 129 |
| Cesarz Rzymu      | - 98 Trajan 117                            |

Rok 111 / CXI
stulecia: I wiek ~
II wiek ~
III wiek

lata: 101 «
106 «
107 «
108 «
109 «
110 «
111
» 112
» 113
» 114
» 115
» 116
» 121

## Urodzili się
- 27 listopada – Antinous, kochanek cesarza Hadriana